# Ole Seberg
Ole Seberg (1952) is een Deense botanicus. Hij wordt gezien als een autoriteit op het gebied van eenzaadlobbigen en heeft zich op talloze plekken in de wereld met veldonderzoek beziggehouden.
Seberg houdt zich bezig met onderzoek naar de evolutie, fylogenie en genetische diversiteit van de geslachtengroep Triticeae (bevat onder meer de wilde verwanten van gerst, rogge en tarwe) uit de grassenfamilie, historische biogeografie met de nadruk op het zuidelijk halfrond en tropische biodiversiteit. Bij zijn onderzoek maakt hij onder meer gebruik van fylogenetische analyses, cladistische biogeografie en moleculaire systematiek.
Seberg was werkzaam als wetenschappelijk onderzoeker en docent bij de sectie evolutiebiologie van het biologische instituut van de Københavns Universitet. Anno 2009 is hij als onderzoeker en hoogleraar in de moleculaire systematiek verbonden aan het Statens Naturhistoriske Museum, een natuurhistorisch museum dat deel uitmaakt van de Københavns Universitet.
Seberg is lid van de American Society of Plant Taxonomists en van de Linnean Society of London. Hij is betrokken bij de organisatie van conferenties en symposia zoals de vierde internationale conferentie over de vergelijkende biologie van eenzaadlobbigen en het vijfde internationale symposium over de systematiek en evolutie van gras, die in augustus 2008 in Kopenhagen werd gehouden. Hiervan was hij de voorzitter van het organiserend comité.
Seberg heeft publicaties op zijn naam met betrekking tot onder meer taxonomische revisies, biogeografie, moleculaire systematiek, evolutiebiologie, flora en floristiek. Hij participeert in de Flora Mesoamericana, een samenwerkingsproject dat is gericht op het in kaart brengen en beschrijven van de vaatplanten van Meso-Amerika. Samen met Vernon Heywood, Richard Kenneth Brummitt en Alastair Culham is hij betrokken geweest bij het schrijven van het standaardwerk Flowering Plant Families of the World.